# Voronezh Mighty Ducks
I Voronezh Mighty Ducks sono una squadra di football americano di Voronež, in Russia, fondata nel 2011.

## Dettaglio stagioni

### Tornei nazionali

#### Campionato

##### Campionato russo
| Stagione | regular season | regular season | regular season | regular season | regular season | regular season | playoff | playoff | playoff | playoff | playoff | playoff          | playoff              |
|          | Vin            | Par            | Per            | Tot            | PF             | PS             | Vin     | Per     | Tot     | PF      | PS      | risultato        | avversaria           |
| -------- | -------------- | -------------- | -------------- | -------------- | -------------- | -------------- | ------- | ------- | ------- | ------- | ------- | ---------------- | -------------------- |
| 2014     | 6              | 0              | 0              | 6              | 243            | 6              | 0       | 1       | 1       | 25      | 32      | Quarti di finale | Astrakhan Gladiators |
| Totale   | 6              | 0              | 0              | 6              | 243            | 6              | 0       | 1       | 1       | 25      | 32      |                  |                      |

Fonti: Enciclopedia del Football - A cura di Roberto Mezzetti

### Tornei internazionali

#### Eastern League of American Football
| Stagione | regular season | regular season | regular season | regular season | regular season | regular season | playoff | playoff | playoff | playoff | playoff | playoff   | playoff    |
|          | Vin            | Par            | Per            | Tot            | PF             | PS             | Vin     | Per     | Tot     | PF      | PS      | risultato | avversaria |
| -------- | -------------- | -------------- | -------------- | -------------- | -------------- | -------------- | ------- | ------- | ------- | ------- | ------- | --------- | ---------- |
| 2015     | 1              | 1              | 4              | 6              | 34             | 118            | -       | -       | -       | -       | -       | -         | -          |
| Totale   | 1              | 1              | 4              | 6              | 34             | 118            | -       | -       | -       | -       | -       |           |            |

Fonti: Enciclopedia del Football - A cura di Roberto Mezzetti

### Tornei locali

#### Black Bowl
| Stagione | regular season | regular season | regular season | regular season | regular season | regular season | playoff | playoff | playoff | playoff | playoff | playoff   | playoff            |
|          | Vin            | Par            | Per            | Tot            | PF             | PS             | Vin     | Per     | Tot     | PF      | PS      | risultato | avversaria         |
| -------- | -------------- | -------------- | -------------- | -------------- | -------------- | -------------- | ------- | ------- | ------- | ------- | ------- | --------- | ------------------ |
| 2016     | 4              | 0              | 2              | 6              | 202            | 60             | 2       | 0       | 2       | 20      | 14      | Campioni  | Lipetsk 48ers      |
| 2017     | 3              | 0              | 1              | 4              | 99             | 50             | 2       | 0       | 2       | 34      | 14      | Campioni  | Volzhsky Kites     |
| 2018     | 4              | 0              | 2              | 6              | 177            | 100            | 2       | 0       | 2       | 73      | 0       | Campioni  | Moscow Black Storm |
| 2019     | 2              | 0              | 4              | 6              | 97             | 121            | -       | -       | -       | -       | -       | -         | -                  |
| Totale   | 13             | 0              | 9              | 22             | 575            | 331            | 6       | 0       | 6       | 127     | 28      |           |                    |

Fonti: Enciclopedia del Football - A cura di Roberto Mezzetti

### Riepilogo fasi finali disputate
| Anno              | Luogo      | Evento           | Fase del torneo  | Incontro                                     | Risultato |
| 16 agosto 2014    | Astrachan' | Campionato russo | Quarti di finale | Astrakhan Gladiators - Voronezh Mighty Ducks | 32 - 25   |
| 29 ottobre 2016   | Lipeck     | Black Bowl       | Finale           | Lipetsk 48ers - Voronezh Mighty Ducks        | 14 - 20   |
| 7 ottobre 2017    | Ramon'     | Black Bowl       | Finale           | Volzhsky Kites - Voronezh Mighty Ducks       | 0 - 14    |
| 29 settembre 2018 | Ramon'     | Black Bowl       | Finale           | Voronezh Mighty Ducks - Moscow Black Storm   | 32 - 0    |

## Palmarès
- 3 Black Bowl (2016-2018)